# Дафне ван де Занде
Дафне ван де Занде (нар. 21 липня 1974) — колишня бельгійська тенісистка.
Найвищу одиночну позицію світового рейтингу — 161 місце досягла 22 червня 1998, парну — 210 місце — 5 жовтня 1998 року.
Здобула 4 одиночні та 3 парні титули туру ITF.
Завершила кар'єру 2011 року.

## Фінали ITF

### Одиночний розряд: 8 (4–4)
| турніри $100,000 |
| турніри $75,000  |
| турніри $50,000  |
| турніри $25,000  |
| турніри $10,000  |

| Результат | Ранг | Дата           | Турнір                  | Покриття | Суперниця          | Рахунок            |
| --------- | ---- | -------------- | ----------------------- | -------- | ------------------ | ------------------ |
| Перемога  | 1.   | 30 червня 1996 | ITF Велп, Нідерланди    | Ґрунт    | Забіне Герке       | 7–5, 7–5           |
| Поразка   | 1.   | 21 липня 1997  | ITF Вальядолід, Іспанія | Ґрунт    | Майке Фреліх       | 3–6, 6–4, 2–6      |
| Перемога  | 2.   | 9 серпня 1998  | ITF Ребек, Бельгія      | Ґрунт    | Лідія Штайнбах     | 6–1, 6–3           |
| Поразка   | 2.   | 18 липня 1998  | ITF Брюссель, Бельгія   | Ґрунт    | Едіт Нюн-Берсо     | 6–3, 3–6, 6–7(4–7) |
| Перемога  | 3.   | 15 серпня 1999 | ITF Ребек, Бельгія      | Ґрунт    | Мартіна Мюллер     | 6–3, 3–6, 6–4      |
| Поразка   | 3.   | 29 серпня 1999 | ITF Вестенде, Бельгія   | Ґрунт    | Лі На              | 3–6, 1–6           |
| Перемога  | 4.   | 13 лютого 2000 | ITF Майорка, Іспанія    | Ґрунт    | Андреа Шебова      | 4–6, 6–3, 6–0      |
| Поразка   | 4.   | 23 квітня 2000 | ITF Простейов, Чехія    | Ґрунт    | Десислава Топалова | 4–6, 1–6           |

### Парний розряд: 6 (3–3)
| Результат | Ранг | Дата            | Турнір                  | Покриття | Партнерка        | Суперниці                              | Рахунок       |
| --------- | ---- | --------------- | ----------------------- | -------- | ---------------- | -------------------------------------- | ------------- |
| Поразка   | 1.   | 17 лютого 1992  | ITF Реймс, Франція      | Ґрунт    | Катрін де Крамер | Вікі Маес Софі Воронс                  | 6–1, 5–7, 4–6 |
| Перемога  | 2.   | 20 вересня 1993 | ITF Марсель, Франція    | Ґрунт    | Андреа Носай     | Даллі Рандріантефі Наташа Рандріантефі | 6–0, 6–4      |
| Поразка   | 3.   | 14 серпня 1995  | ITF Карфаген, Туніс     | Ґрунт    | Деніса Хладкова  | Хрістіна Захаріду Коріна Мораріу       | 4–6, 6–7(7–9) |
| Поразка   | 4.   | 21 липня 1997   | ITF Вальядолід, Іспанія | Тверде   | Петра Рампре     | Софія Фінер Анна-Карін Свенссон        | 4–6, 3–6      |
| Перемога  | 5.   | 22 березня 1998 | ITF Реймс, Франція      | Ґрунт    | Аманда Гопманс   | Ева Бес Кончіта Мартінес Гранадос      | 6–4, 6–3      |
| Перемога  | 6.   | 9 серпня 1998   | ITF Ребек, Бельгія      | Ґрунт    | Лусіана Масанте  | Софі Боржйон Сідні Схюрманс            | 6–1, 6–4      |